# Pseudopanax crassifolius
Pseudopanax crassifolius (Engels: lancewood, Maori: Horoeka) is een plantensoort uit de klimopfamilie (Araliaceae). Het is een ruige en spitse boom die een groeihoogte kan bereiken van 15 meter. De boom heeft vlezige twijgen en het lagere gedeelte van de stam is gewoonlijk onvertakt. De schors is donker en wordt bleker naarmate de boom ouder wordt. De langwerpige leerachtige bladeren hebben een korte steel en zijn aan de randen onregelmatig getand. 
De soort komt voor in Nieuw-Zeeland. Hij groeit daar op het Noordereiland, het Zuidereiland en het ten zuiden van het Zuidereiland gelegen Stewarteiland. De boom groeit in zowel laagland- als bergbossen, vanaf zeeniveau tot op 750 meter hoogte.